# Bolitoglossa occidentalis
Espèce
Synonymes
- Bolitoglossa bilineata Lynch & Smith, 1966

Statut de conservation UICN

 LC  : Préoccupation mineure
Bolitoglossa occidentalis est une espèce d'urodèles de la famille des Plethodontidae.

## Répartition
Cette espèce se rencontre du niveau de la mer à 2 000 m d'altitude :
- au Mexique dans l'extrême Est de l'État d'Oaxaca et au Chiapas ;
- au Guatemala ;
- au Honduras ou la seule observation est un spécimen collecté à Comayagua en 1951.

## Description
La femelle holotype mesure 31 mm.

## Taxinomie
Bolitoglossa bilineata a été placée en synonymie avec Bolitoglossa occidentalis par Wake et Brame en 1969.

## Publication originale
- Taylor, 1941 : New amphibians from the Hobart M. Smith Mexican collections. University of Kansas Science Bulletin, vol. 27, no 1, p. 141-167 (texte intégral).